# Шахтинский драматический театр
Муниципальное автономное учреждение культуры «Шахтинский драматический театр» — российский театр в городе Шахты Ростовской области. Работает с 1929 года, ныне расположен по адресу ул. Шевченко, 143. Также известен по прежнему названию Драматический театр «Пласт» города Шахты (1992—2006).

## История
Появление первых драматических коллективов в городе датируется 1923 годом, первые актёрские труппы при этом формировались из местных шахтёров и служащих. Со временем они вышли на профессиональный уровень, хотя собственного здания в течение довольно долгого времени не имели. Лишь в 1929 году на улице Советской в просторном здании открылся Шахтинский рабочий театр, с тех пор эта дата считается официальным годом его основания. Первым поставленным спектаклем стала «Свадьба Кречинского» А. В. Сухово-Кобылина. Театр числился в районном отделе народного образования, но данных о первых годах его работы не очень много.
Во время Великой Отечественной войны многие из работников театра отправились воевать на фронте, а непосредственно перед немецко-фашистской оккупацией города весь оставшийся состав работников был эвакуирован. Шахтинские театралы выступали со спектаклями и концертами в различных частях Красной Армии, а также в госпиталях, на сценах шахтёрских клубов. Проводились вечера миниатюр, в окончании которых проходили танцы под рояль и баян.
В послевоенные годы Шахтинский драматический театр продолжил свою активную деятельность, а в 1952 году переехал в новое здание на улице Шевченко 143 (по соседству со зданием Института сферы обслуживания и предпринимательства ДГТУ). В 1965 году театру присвоили имя известного советского драматурга Н. Ф. Погодина, произведения которого часто фигурировали в репертуаре 1960—1970-х годов. В период 1966—1984 годов должность художественного руководителя занимал В. И. Малашенко, затем на два года его сменил О. А. Соловьёв, тогда как в 1986—2000 годах почти четырнадцать лет руководство театром неизменно осуществлял М. И. Боярчук — это самый длительный срок на посту директора этого учреждения. В конце 1980-х — начале 1990-х театр ориентировался прежде всего на русскую зарубежную классику, спектакли для детей и юношества.
В период 1989—1994 годов при содействии городской администрации и нескольких частных инвесторов в здании театра проводился капитальный ремонт, при этом он не прекращал свою деятельность и активно гастролировал с представлениями по многим городам России. После ремонта театр получил название «Пласт», здесь начал проходить областной театральный фестиваль «Донская весна». Начиная с 1999 года при Шахтинском драматическом театре под руководством режиссёра М. В. Изюмского заработал актёрский курс Ярославского государственного театрального института, часть молодых выпускников влилась в ряды профессиональных шахтинских актёров. В 2000 году театр возглавил директор Ю. Н. Везарко. С 2006 года название «Пласт» перестало использоваться, вместо него было возвращено старое название — Шахтинский драматический театр. За долгие годы своего существования театр неоднократно награждался дипломами различных фестивалей и конкурсов, памятными грамотами, благодарностями и высокими званиями.